# Hideki Komatsu
Dans ce nom japonais, le nom de famille, Komatsu, précède le nom personnel.
Hideki Komatsu (小松 英樹, Komatsu Hideki), né le 4 mars 1967, est un joueur de go professionnel.

## Biographie
Hideki Komatsu naît à Tsuruga, dans la préfecture de Fukui, mais grandit dans la préfecture d'Aichi dû au travail de son père. Il a rapidement progressé parmi les joueurs professionnels de go dans les années 1980 et le début des années 1990.
Il est le maître de Adashi Toshimasa.

## Titres
| Titre       | Années     |
| ----------- | ---------- |
| Coupe NEC   | 1993       |
| Shinjin-O   | 1988, 1992 |
| Shin-Ei     | 1988, 1990 |
| NEC Shun-Ei | 1990, 1992 |
| Total       | 7          |